# Almaenidae
Almaenidae es una familia de foraminíferos bentónicos de la superfamilia Nonionoidea, del suborden Rotaliina y del orden Rotaliida. Su rango cronoestratigráfico abarca desde el Eoceno hasta la Actualidad.

## Clasificación
Almaenidae incluye a las siguientes subfamilias y géneros:
- Subfamilia Almaeninae
  - Almaena †
  - Ganella †
  - Pseudoplanulinella †
  - Queraltina †
  - Saraswati †
- Subfamilia Anomalinellinae
  - Anomalinella

Otros géneros considerados en Almaenidae son:
- Kelyphistoma † de la subfamilia Almaeninae, considerado subgénero de Almaena, Almaena (Kelyphistoma), y aceptado como Almaena
- Planulinella † de la subfamilia Almaeninae, aceptado como Almaena
- Praeanomalinella de la subfamilia Anomalinellinae, considerado subgénero de Anomalinella, Anomalinella (Praeanomalinella), y aceptado como Anomalinella